# The Magic 7
The Magic 7 es una película animada de televisión escrita y dirigida por Roger Holzberg. Se centra en las aventuras de dos chicos y un dragón mientras pelean con los archienemigos de la Tierra. Se suponía que se lanzaría el Día de la Tierra (el 22 de abril) en 1997, pero fue pospuesta. Después de planes para el 2005, la película fue de nuevo suspendida indefinidamente.